# Maria Kronenberg
Maria Elisabeth Kronenberg (Deventer, 12 juli 1881 – Den Haag, 15 augustus 1970) was een Nederlands boekhistoricus en bibliograaf.

## Leven en werk
Kronenberg was afkomstig uit een Deventer patriciërsfamilie. Na de driejarige HBS haalde ze in 1905 de akte MO-A Nederlands in Amsterdam. Daarna volgde ze colleges aan de Universiteit van Amsterdam, onder andere bij Jan te Winkel. Zij studeerde niet af, maar in 1951 ontving ze een eredoctoraat van deze universiteit.
Vanaf 1911 begon ze te publiceren. Haar eerste publicaties waren tien lemmata in het Nieuw Nederlands biografisch woordenboek, bijna allemaal over Deventer drukkers. Blijkbaar had ze toen haar grote liefde al gevonden: de geschiedenis van het vroege boek in Nederland. In 1912 volgde een bijdrage over een ander Deventer onderwerp: de bibliotheek van het Heer Florenshuis. Naar aanleiding van dit artikel begon haar correspondentie met een andere belangrijke boekhistoricus, de minderbroeder pater dr. Bonaventura Kruitwagen (1874-1954). Kronenberg correspondeerde met velen. Haar correspondentie wordt bewaard in de Koninklijke Bibliotheek in Den Haag.
Haar bibliografisch werk startte met de catalogus van incunabelen van de Athenaeum Bibliotheek in Deventer. Maar haar levenswerk was de Nederlandsche bibliographie van 1500 tot 1540, een lijst van de postincunabelen gedrukt in de Lage Landen. Dit werk maakte ze samen met Wouter Nijhoff (1866-1947). Het was een langdurig project: het eerste deel verscheen in 1923, het laatste in 1971. Kronenberg was een productief boekhistoricus. Ze publiceerde meer dan 200 artikelen, recensies en boeken, voornamelijk over het boek in Nederland in de zestiende eeuw en over andere mensen in het boekenvak.

### Enkele publicaties
- Catalogus van de incunabelen in de Athenaeum-Bibliotheek te Deventer. Deventer, 1917
- (i.s.m. Wouter Nijhoff): Nederlandsche bibliographie van 1500 tot 1540. Den Haag, 1923-1971. 3 dln.
- Verboden boeken en opstandige drukkers in de Hervormingstijd. Amsterdam, 1948. (Patria, 44).
- Gerard Leeu, Gouda 1477-1484. Een der eerste Noord-Nederlandse drukkers. Gouda, 1956.
- Campbell's Annales de la typographie néerlandaise au XVe siècle. Contributions to a new edition. The Hague, 1956.
- Over mensen en boeken. Een keuze uit de opstellen van de schrijfster, haar aangeboden ter gelegenheid van haar 80e verjaardag. 's-Gravenhage, 1961.